# Палугасвева (підрозділ окружного секретаріату)
Підрозділ окружного секретаріату Палугасвева — підрозділ окружного секретаріату округу Анурадхапура, Північно-Центральна провінція, Шрі-Ланка. Складається з 16 Грама Ніладхарі.